# Christophe-Clair Danyel de Kervégan
Christophe-Clair Danyel de Kervégan, né le 25 décembre 1735 et mort le 2 octobre 1817 à Nantes, est un négociant, armateur, négrier et homme politique français. Il fut maire de Nantes de 1789 à 1791 et en 1797, premier président du Conseil général de la Loire-Inférieure de 1800 à 1805, et député de 1804 à 1810.
C'est un des armateurs nantais qui ont participé à la traite négrière.

## Biographie

### Origine, famille et formation
Christophe-Clair Danyel est le fils de Christophe-Jacques Danyel de Kervégan, négociant, « noble homme », et d'Anne-Marie de Beauvais-Razeau, elle-même issue d'une famille de commerçants. Son second prénom lui vient de sa marraine, Claire Preaud, tante maternelle par alliance.
Il ne s'est pas marié, fait assez rare dans la société de l'époque.
Il étudie à Rennes.

### Carrière avant la Révolution
Après ses études, il revient à Nantes dans l'entreprise familiale du quartier de La Fosse, où il exerce la profession de négociant et participe à la traite négrière.
En 1763, il devient administrateur-trésorier des hôpitaux de Nantes.
En 1766, il est nommé membre de la chambre de commerce et juge consulaire, fonction qu'il assume à nouveau en 1774. Il devient grand-juge consulaire en 1782.
Lors de l'élection municipale d'août 1772, il est nommé échevin. Il est maintenu dans cette fonction lors des élections de 1776, jusqu'en 1782.

### Début de la révolution et premier mandat de maire (1789-1790)
Le 27 mars 1789, il est élu délégué du Tiers état de Nantes pour la rédaction de son cahier de doléances, puis délégué à l'assemblée générale du tiers état de la sénéchaussée.
Il fait également partie du comité des subsistances de la ville constitué pour faire face à la menace de disette.
Après la crise de juillet 1789, des élections municipales tardives ont lieu à Nantes du 18 au 20 août. Kervégan est élu maire à une très large majorité (79 % des 1 434 votants). La nouvelle administration nantaise est approuvée par une ordonnance royale le 3 novembre.

### Second mandat de maire (1790-1791)

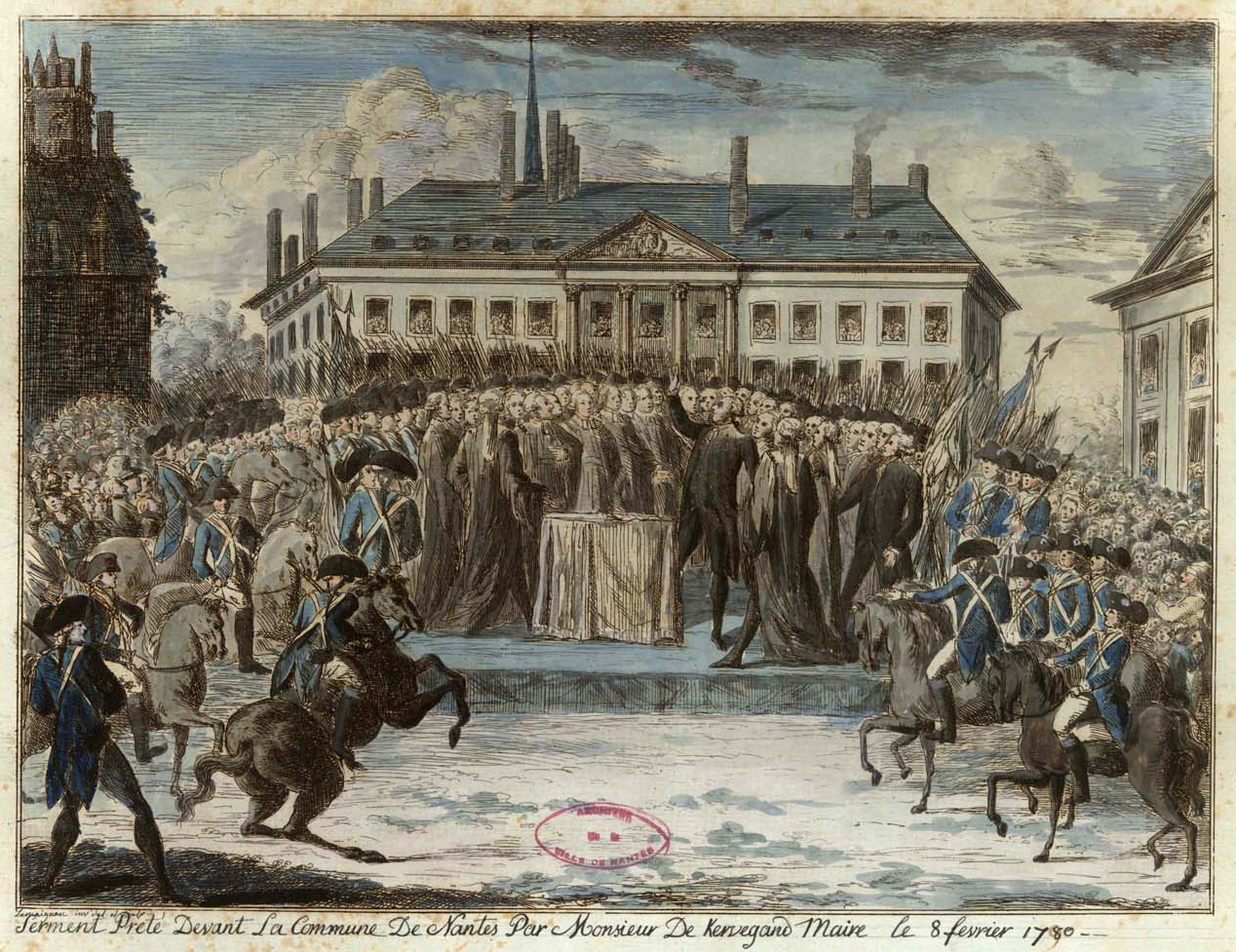
Serment prêté devant la commune de Nantes par M. de Kervégan, maire, le 8 février 1790.

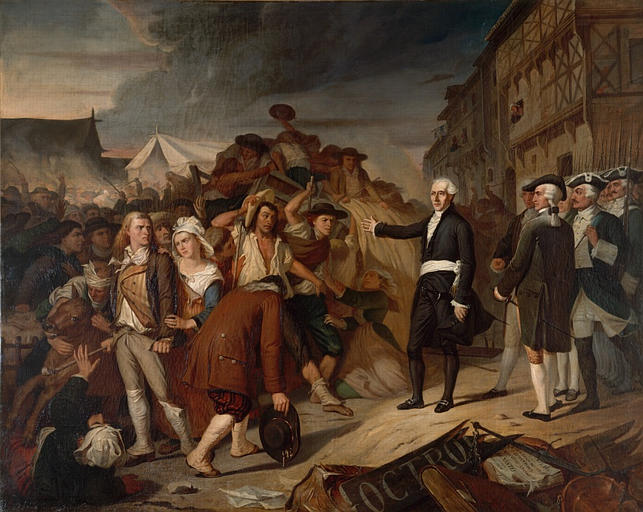
Le maire Kervégan arrêtant une émeute de paysans à l'octroi de Nantes en 1790, par Henri Villaine.

Le 10 janvier 1790, dans le cadre de la nouvelle organisation administrative de la France créant les communes, il est réélu avec 1 500 voix sur 1 510 par les électeurs actifs et la cérémonie d'installation a lieu le 8 février, lors d'une fête solennelle donnée sur la place Louis-XVI, fête immortalisée par une gravure de Lemaignan.
Parmi les officiers municipaux du second mandat, on peut remarquer : Charles Drouin de Parçay, Guillaume François Laennec (médecin), Pierre-Frédéric Dobrée (négociant), Jacques Barre (pasteur protestant). Le procureur de la commune est Jean-Henry Sauquet (procureur du roi à la Monnaie). Parmi les notables : Gilbert Beaufranchet (directeur des poudres), Jacques Chevy, Noël-François Coiquaud (avocat). Un renouvellement partiel de la municipalité a lieu le 11 novembre 1790 : Julien-François Douillard entre alors dans le groupe des notables.
Confronté à une situation de misère et à des difficultés d'approvisionnement, Kervégan organise une souscription, mais fait aussi intervenir les forces de l'ordre à plusieurs reprises. L'épisode le plus marquant survient le 6 mars 1790, lorsqu'il fait réprimer une « émeute » de paysans à l'octroi de Nantes. Informés d'une forte augmentation du droit d'entrée la foire des Enfants Nantais, la plus importante de l'année, des paysans forcent l'entrée sans acquitter de droit de stationnement. Kervégan, personnellement présent, fait intervenir la troupe ; de nombreuses arrestations ont lieu. Cet évènement est évoqué par le peintre Henri Villaine dans un tableau de 1813 : Le Maire Kervégan arrêtant une émeute de paysans à l'octroi de Nantes en 1790.
Jacques-Louis David, sollicité fin 1789 par l'assemblée municipale sur une initiative de Mathurin Crucy pour réaliser une toile allégorique de Kervégan dans son action révolutionnaire, est en visite à Nantes en mars-avril 1790. Mais, malgré une relance en 1792, le tableau n'est pas réalisé, et son esquisse est perdue, la dernière trace de celle-ci remontant à 1826.
Lors des élections municipales du 14 novembre 1791, Kervégan bénéficie de 418 voix sur 643, mais il refuse catégoriquement son mandat, ce qui permet à Pierre-Guillaume Giraud du Plessis d'être élu le 15 et installé le 30 novembre 1791.
Pendant la Terreur, Christophe-Clair Danyel de Kervégan est emprisonné.

### Troisième mandat de maire (1797)
Il redevient maire sous le Directoire après le mandat de Gilbert Beaufranchet, démissionnaire. Lors des élections de floréal an V, il est élu par 1 457 voix sur 2 034 et est installé le 15 floréal (4 mai 1797).
Il quitte ses fonctions le 1er vendémiaire an VI (22 septembre 1797), laissant la place à une équipe nommée par le directoire du département et dirigée par Julien-François Douillard.

### La période napoléonienne
Sous le Consulat et l'Empire, il occupe d'abord le poste de président du conseil général de la Loire-Inférieure, dont il est le premier titulaire de 1800 à 1804.
Puis il est représentant de ce département du 8 novembre 1804 (17 brumaire an XIII) au 1er juillet 1810 au Corps législatif. Là, il semble avoir surtout défendu les intérêts du commerce nantais.

## Décorations
- Chevalier de la Légion d'honneur[4], nommé par Louis XVIII en 1814[16].

## Hommages
- Rue Kervégan à Nantes, sur l'Île Feydeau.
- Institut Kervégan, "centre d'études et de réflexion", fondé en 1977 par Jean-Joseph Régent (alors président de la CCI et du Port autonome), actuellement présidé par Jacques Crochet.